# Seattle Art Museum

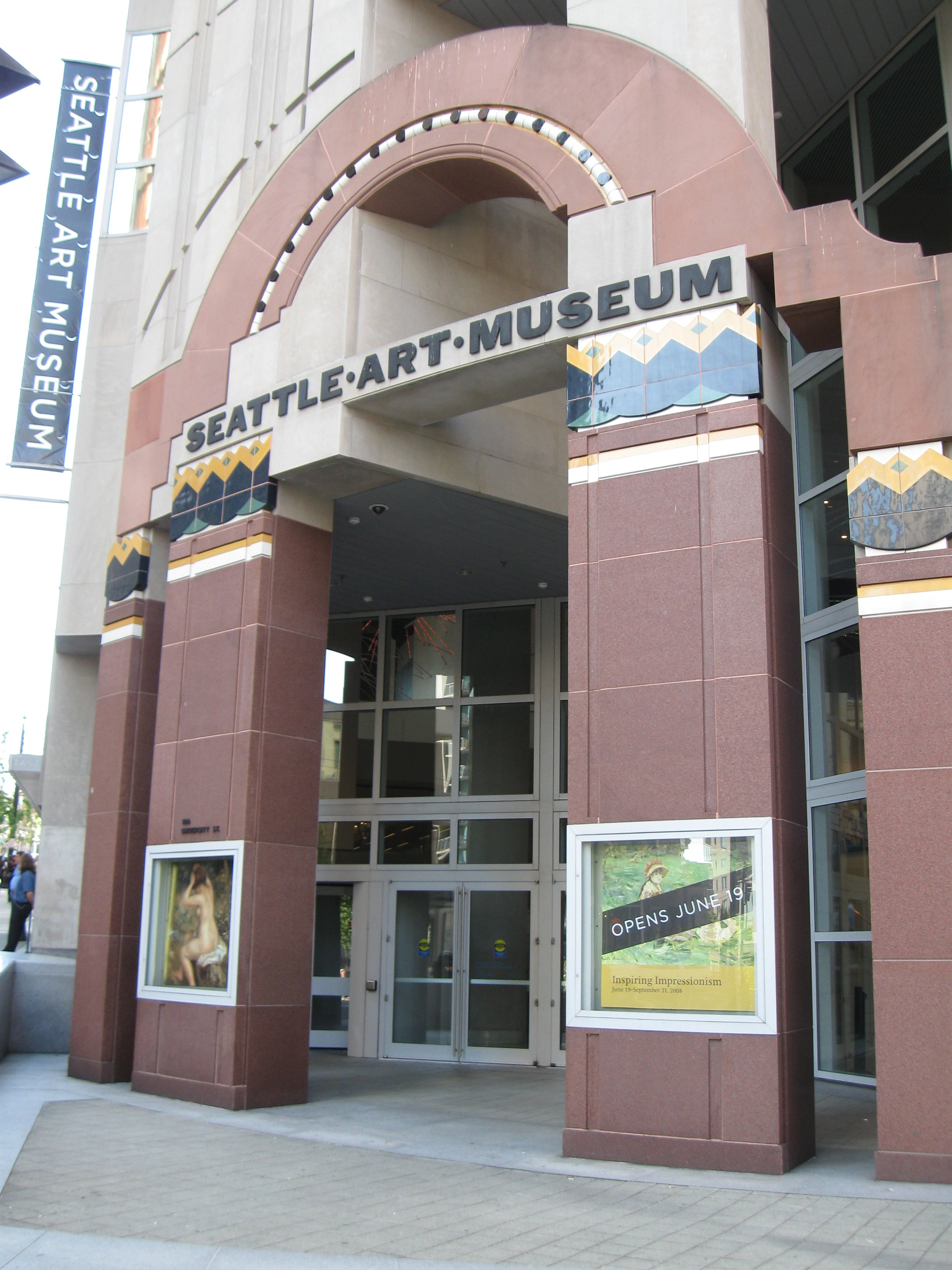
Der Südeingang des Seattle Art Museums

Das Seattle Art Museum ist ein Kunstmuseum in Seattle. Es wurde 1931 gegründet und 1933 in seinem ersten Museumsgebäude eröffnet. Die Sammlung startete mit 1926 Kunstwerken, deren Zahl durch Zukäufe und Schenkungen auf heute rund 23.000 Werke anstieg. Sie umfasst Kunstwerke aus Europa, Amerika, Asien, Afrika, Australien und Ozeanien, die eine Zeitspanne von der Antike bis in die Gegenwart abdecken. Neben Gemälden und Skulpturen sind auch Keramik, Textilien und andere Objekte des Kunsthandwerks zu sehen. 1991 bezog das Seattle Art Museum sein aktuelles Museumsgebäude in der Innenstadt Seattles. 2007 wurde der vom Museum betreute Olympic Sculpture Park direkt an der Küste eröffnet.

## Geschichte
Im Jahr 1931 begründete die Seattle Fine Arts Society das Museum unter der Leitung von Richard Fuller. Fuller und dessen Mutter Margaret McTavish Fuller boten der Stadt 250.000 Dollar für den Bau eines Museumsgebäudes an. Mit der Planung beauftragten sie den Architekten Carl F. Gould, der das Gebäude zusammen mit Charles Bebb im Stil des Art déco entwarf. 1933 wurde das Seattle Art Museum mit einer Sammlung von 1926 Kunstwerken eröffnet. Allein in den ersten sechs Monaten besuchten 300.000 Menschen das Museum. Während des Zweiten Weltkrieges wurden 1941 und 1942 650 bedeutende Werke der Sammlung nach Denver evakuiert, um sie vor eventuellen Kriegsschäden und -verlusten zu bewahren. Nach Ende des Krieges kehrten sie nach Seattle zurück. 1944, noch während des Krieges, beheimatete das Seattle Art Museum seine erste große Wanderausstellung unter dem Titel „India: Its Achievements of the Past and of the Present“.
Sherman E. Lee, ein Kunsthistoriker mit Schwerpunkt auf asiatischer Kunst, wurde 1948 Vizedirektor des Museums und baute vor allem den asiatischen Teil der Sammlung aus. Er zeichnete jedoch auch für den Erwerb der Sammlung der Kress Foundation verantwortlich, die europäische Malerei umfasste. Im Zuge der Weltausstellung von 1962 stieg die Bekanntheit des Museums. Zwei Jahre später wurden zwei Pavillons der Weltausstellung kombiniert und zu einer Zweigstelle des Seattle Art Museum für temporäre Ausstellungen umfunktioniert. 1973 trat Richard Fuller nach 40 Jahren von Amt des Direktors zurück. 1975 wurde infolge zunehmender Ausstellungstätigkeit im Bereich der Zeitgenössischen Kunst eine eigene Abteilung für diese eingerichtet. Im Rahmen der Museumswoche 1976 besuchte unter anderem Andy Warhol das Seattle Art Museum. Infolge des großen Erfolges der Ausstellung „Treasures of Tutankhamun“ in der Zweigstelle des Museums, kamen 1978 erstmals Überlegungen auf, ein neues Museumsgebäude in der Innenstadt Seattles zu bauen. 1981 wuchs die Sammlung um Werke der Afrikanischen Kunst aus der Sammlung von Katherine C. White, die mit Unterstützung der Firma Boeing erworben wurden.
1991 wurde das von Robert Venturi und Denise Scott Brown entworfene neue Gebäude in der Innenstadt eröffnet. Das alte Art-déco-Gebäude beherbergt seit 1994 das Seattle Asian Art Museum. Ein Förderer des Museums, John Hauberg, schenkte ihm 1991 Werke der indianischen Kunst der Nordwestküste und ließ damit die Sammlung um einen neuen Bereich wachsen. Das größte Projekt des Seattle Art Museums in den letzten Jahren ist der Olympic Sculpture Park, der direkt an der Küste liegt. Für ihn wurden 1999 17 Millionen Dollar an Spenden gesammelt, um den Bau zu finanzieren. 2007 wurde er eröffnet, ebenso wie das ausgebaute Museumsgebäude.

## Sammlung
Die Sammlung umfasst insgesamt 23.000 Werke der Kunst Ozeaniens und Australiens, der Afrikanischen Kunst, der Asiatischen Kunst, der Amerikanischen und der Europäischen Kunst, sowie der Islamischen Kunst. Sie umfasst Gemälde, Skulpturen, Objekte der dekorativen Künste und des Kunsthandwerks und Textilien. Damit deckt sie künstlerische Epochen von der Antike bis hin zur Modernen und Zeitgenössischen Kunst.
Die Amerikanische Kunst ist in der Sammlung unter anderem durch Werke von Thomas Eakins, John Singer Sargent, Mark Tobey und Georgia O’Keeffe vertreten. Die Beispiele europäischer Kunst sind etwa Das Urteil des Paris von Lucas Cranach dem Älteren, Bankett Stillleben von Abraham van Beyeren, Kopf eines Afrikaners von Jean-Paul Flandrin und die Bronze Die Klage über den Tod Jesu von Massimiliano Soldani. Die Antike wird im Museum etwa durch Mumienporträts, Reliefs und Statuen repräsentiert. Die Sammlung Asiatischer Kunst besteht unter anderem aus Keramikobjekten, Buddhafiguren und Tuschezeichnungen. Afrika ist beispielsweise durch Zeremonialmasken und Elfenbeinobjekte vertreten.

## Ausstellungen

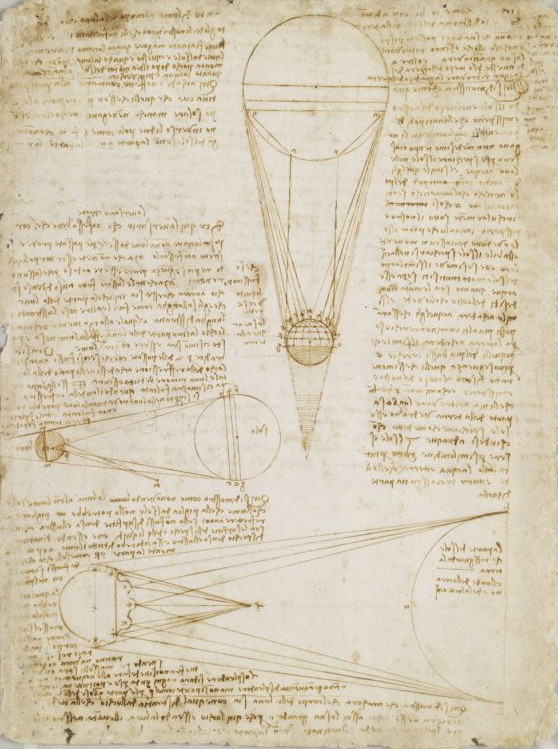
Codex Leicester, Leonardo da Vinci (um 1506–1510)

Im Seattle Art Museum fanden immer wieder große Sonder- und Wanderausstellungen statt. Die erste große Wanderausstellung, die das Seattle Art Museum beherbergte, war „India: Its Achievements of the Past“ im Jahr 1944. 1953 fand eine Ausstellung mit japanischen Kunstwerken statt, die als Geste des guten Willens nach dem Zweiten Weltkrieg zur Bildung freundschaftlicher Kontakte mit den USA beitragen sollte. Mit der Ausstellung „Paintings and Drawings by Vincent van Gogh“ im Jahr 1959 stellte das Museum einen neuen Besucherrekord auf. 126.110 Menschen sahen die Werke aus der Sammlung des Neffen Vincent Willem van Gogh. Im selben Jahr organisierte das Seattle Art Museum eine Retrospektive für den aus der Region stammenden Maler Mark Tobey, die danach auch in Portland, Colorado Springs, Pasadena und San Francisco zu sehen war. 1978 besuchten 1,3 Millionen Menschen die Ausstellung „Treasures of Tutankhamun“, was sie zur erfolgreichsten Schau des Museums machte. 236.000 Besucher sahen 1997 „Leonardo Lives: The Codex Leicester and Leonardo da Vinci's Legacy of Art and Science“, in der das einzige, noch in Privatbesitz befindliche Manuskript Leonardo da Vincis zu sehen war.